# Merkur Bozgo
Merkur Bozgo (ur. 24 marca 1937 w Gjirokastrze, zm. 11 listopada 2017 w Tiranie) – albański aktor.

## Życiorys
W 1971 ukończył studia z zakresu języka i literatury albańskiej na Uniwersytecie Tirańskim. W latach 1961–1968 śpiewał w wojskowym zespole estradowym. Potem związał się z telewizją albańską, gdzie pracował przez 7 lat. W 1975 zaczął występować na scenie Teatru Ludowego (alb. Teatri Popullor). Na scenie narodowej zadebiutował w komedii Prefekti. W 1994 przeszedł na emeryturę. Ponownie wystąpił na scenie narodowej w 2014, grając główną rolę w dramacie „Radio Iliria”.
Na dużym ekranie zadebiutował w 1968 epizodyczną rolą w filmie Estrada ne ekran. Zagrał w 9 filmach fabularnych, w większości były to role drugoplanowe.
Zmarł po długiej chorobie.

## Role filmowe
- 1968: Estrada ne ekran
- 1970: Gjurma
- 1975: Ne fillim te veres jako robotnik
- 1979: Emblema e dikurshme jako dyrektor muzeum
- 1980: Goditja jako Myfit
- 1981: Agimet e stines se madhe jako Hali
- 1981: Shtëpia me dy porta jako Zenun
- 1987: Tela per violine jako Koci
- 1988: Stola ne park jako dyrektor
- 1997: Bolero jako ukochany Eveliny
- 2002: Pesha e gruas sime
- 2006: Gjoleka, djali i Abazit jako hodża
- 2009: Akademia e ... (krótkometrażowy)
- 2009: Komuna e Parisit (serial telewizyjny) jako Rakua
- 2012: Në kërkim te kujt jako Plaku
- 2014: What's Dangerous?! (krótkometrażowy)